# Nieracjonalny mężczyzna
Nieracjonalny mężczyzna (ang. Irrational Man) – amerykański film z 2015 roku w reżyserii Woody’ego Allena, na podstawie własnego scenariusza.
Film zmontowała Alisa Lepselter, autorem zdjęć był Darius Khondji, scenografii Jennifer Engel, a kostiumów Suzy Benzinger.
Wpływy z filmu wyniosły ponad 27 milionów dolarów. Uzyskał nominacje do dwóch filmowych nagród.

## Obsada
- Joaquin Phoenix jako Abe Lucas
- Emma Stone jako Jill Pollard
- Parker Posey jako Rita Richards
- Jamie Blackley jako Roy
- Betsy Aidem jako matka Jill
- Ethan Phillips jako ojciec Jill
- Sophie von Haselberg jako April
- Brigette Lundy-Paine jako studentka